# Fuchsendorf (Pfreimd)
Fuchsendorf ist ein Ortsteil der Stadt Pfreimd im Landkreis Schwandorf. 

## Geografie
Fuchsendorf liegt etwa 22 km westlich der Landesgrenze zu Tschechien im mittleren Oberpfälzer Wald, rund sechs km nordöstlich der Stadt Pfreimd auf einer Höhe von 490 Metern.
Der Ort ist über die Kreisstraßen SAD 34 von Pamsendorf kommend zu erreichen. 

## Geschichte

### Siedlung Fuchsendorf
Slawische Ortsnamen wie Gleiritsch, Hohentreswitz oder Trefnitz belegen eine frühe Besiedlung der Gegend um den Kulm. In einer weiteren Siedlungsphase, dessen Schwerpunkt im 10. Und 11. Jahrhundert lag, entstand eine Reihe von dorf-Orten wie Pamsendorf, Fuchsendorf, Pischdorf oder Altendorf, denen „richt“-Orte und „ried“-Orte wie Trichenricht, Lampenricht oder Zeinried folgten. In einem Salbuch aus den Jahren 1473/75 sind unter Fuchsendorf folgende Abgaben aufgeführt: „Geldzins 2 Schillinge und 15 Pfennige“.

### Dreißigjähriger Krieg
Der Dreißigjährige Krieg von 1618 bis 1648 war ein Konflikt um die Vorherrschaft im Heiligen Römischen Reich Deutscher Nation und in Europa und zugleich ein Religionskrieg, der auch 1621 die Oberpfalz erreichte und verheerende Auswirkungen in wirtschaftlicher, gesellschaftlicher und kultureller Art hatte. Auch das Amt Nabburg, zu dem Fuchsendorf gehörte, war davon stark betroffen. Raub, Brand und Plünderungen versetzten die Leute in Angst und Schrecken, die Viehbestände waren stark reduziert. Seuchen und Hungersnöte dezimierten die Bevölkerung im Amt Nabburg in dieser Zeit um etwa 40 Prozent. Die Bewohner Nabburgs und der umliegenden Dörfer mussten für die Kriegskosten aufkommen. So hatte Fuchsendorf in den Jahren 1628 bis 1651 Kriegsaufwendungen in Höhe von 1119 Gulden und 30 Kreuzern zu tragen.

### Fuchsendorf ab 1700
Im Jahre 1714 kaufte Thomas Freiherr von Quentel das Landsassengut Trausnitz. Eine Auflistung der zum Landsassengut gehörenden Untertanen berichtet von einer Familie in Ödmühle, fünf Familien in Atzenhof, acht in Söllitz, zwei in Köttlitz, fünf in Fuchsendorf, einer in Bornmühle, einer in Reisach und zwei in Deiselkühn. Nach dem Pfarreienverzeichnis aus dem Jahre 1782 gehörte Fuchsendorf zur Filialkirche  Hohentreswitz (St. Bartholomäus), die wiederum der Pfarrei Nabburg angeschlossen war. Ein Grundsteuerkataster aus den Jahren 1842/43 berichtet, dass es in Fuchsendorf dreizehn Hofgebäude gab.

## Steuerdistrikt und Gemeindebildung
Das Königreich Bayern wurde 1808 in 15 Kreise eingeteilt. Diese Kreise wurden nach französischem Vorbild nach Flüssen benannt (Naabkreis, Regenkreis, Unterdonaukreis usw.). Die Kreise gliederten sich in Landgerichtsbezirke. Die Bezirke wiederum sollten in einzelne Gemeindegebiete eingeteilt werden. 1811 wurde das Landgericht Nabburg in 58 Steuerdistrikte eingeteilt. Einer davon war Fuchsendorf, bestehend aus den Dörfern Fuchsendorf, Atzenhof, dem unteren Bühlhof, dem Weiler Schweizerbach, der Einöde Bornmühle. Der Distrikt zählte insgesamt 44 Häuser mit 322 Einwohnern. Im gleichen Jahr gab es im Landgericht Nabburg 22 Obmannschaften, was im heutigen Sinn einer Gemeinde entspricht. Zur Obmannschaft Trausnitz gehörten Trausnitz, Kaltenthal, Fuchsendorf, Köttlitz, Atzenhof, Schweizerbach, Bornmühle und Ödmühle. Nach dem Gemeindeedikt von 1818 gab es am 14. Juni 1819 ein Verzeichnis der bestehenden Gemeinden im Landgericht Nabburg. Die Gemeinde Pamsendorf mit seinen 96 Familien umfasst folgende Ortschaften, Weiler und Einöden: Pamsendorf, Trefnitz, Fuchsendorf, Bornmühle, Tauchersdorf, Wiesensüß, Kurmhof, Oberpfreimd, Rappenberg und Löffelsberg. Später war Fuchsendorf der Gemeinde Söllitz zugeordnet und kam 1946 mit der Bornmühle zur Gemeinde Hohentreswitz. Die Eingliederung der Gemeinde Hohentreswitz mit Fuchsendorf in die Stadt Pfreimd erfolgte am 1. Mai 1978.

## Fotos

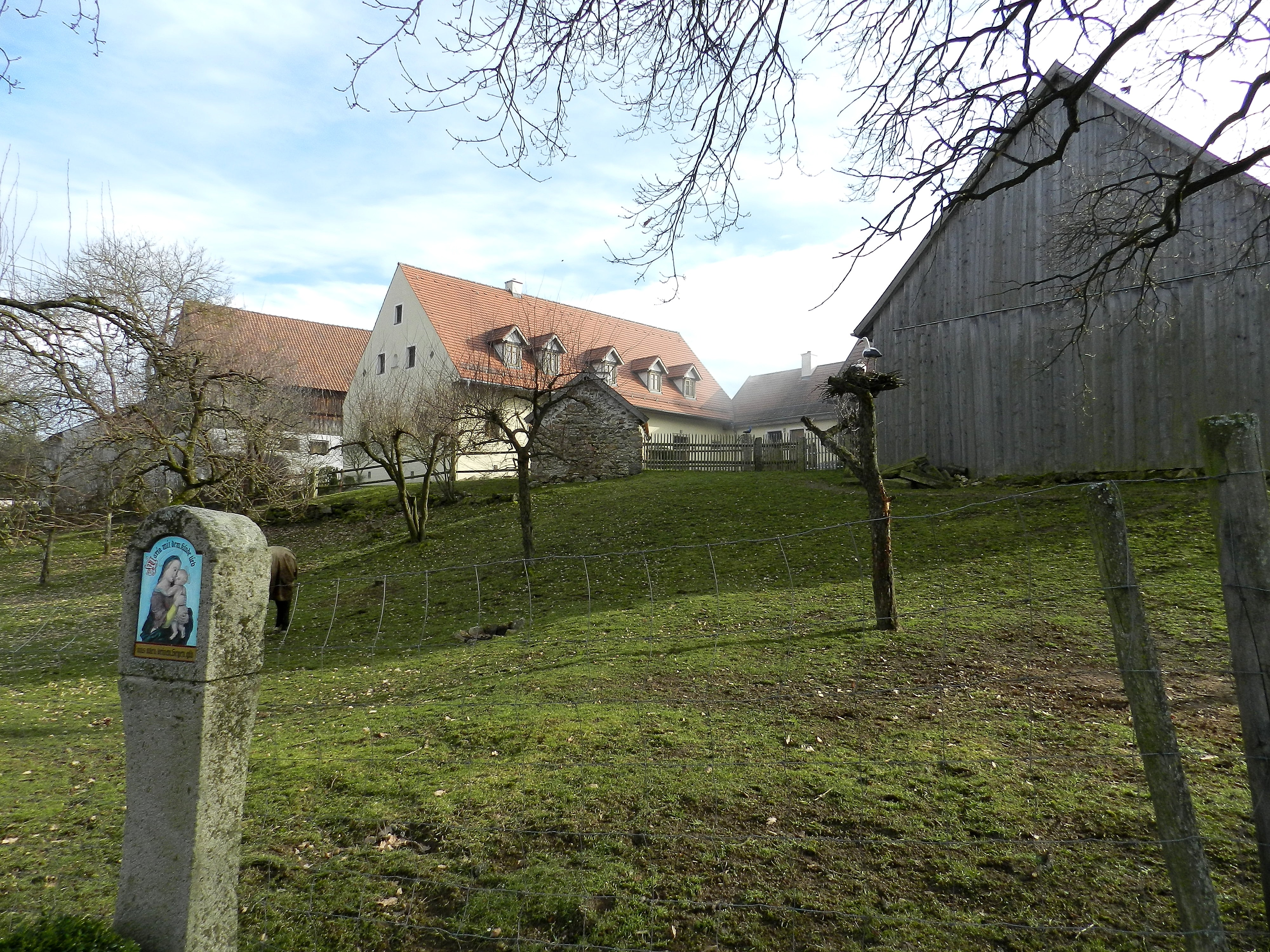
Anwesen in Fuchsendorf (2016)
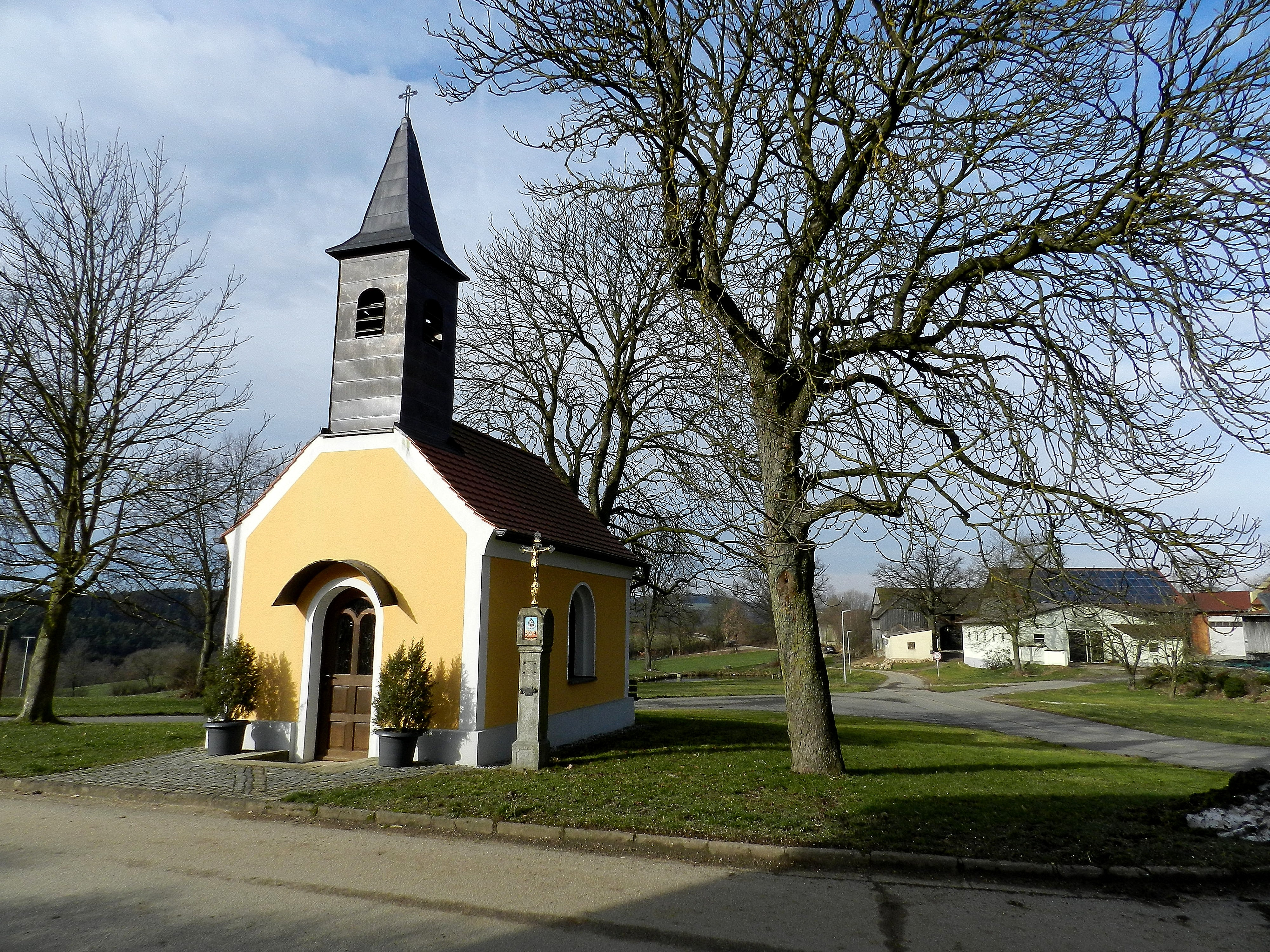
Dorfkapelle (2016)
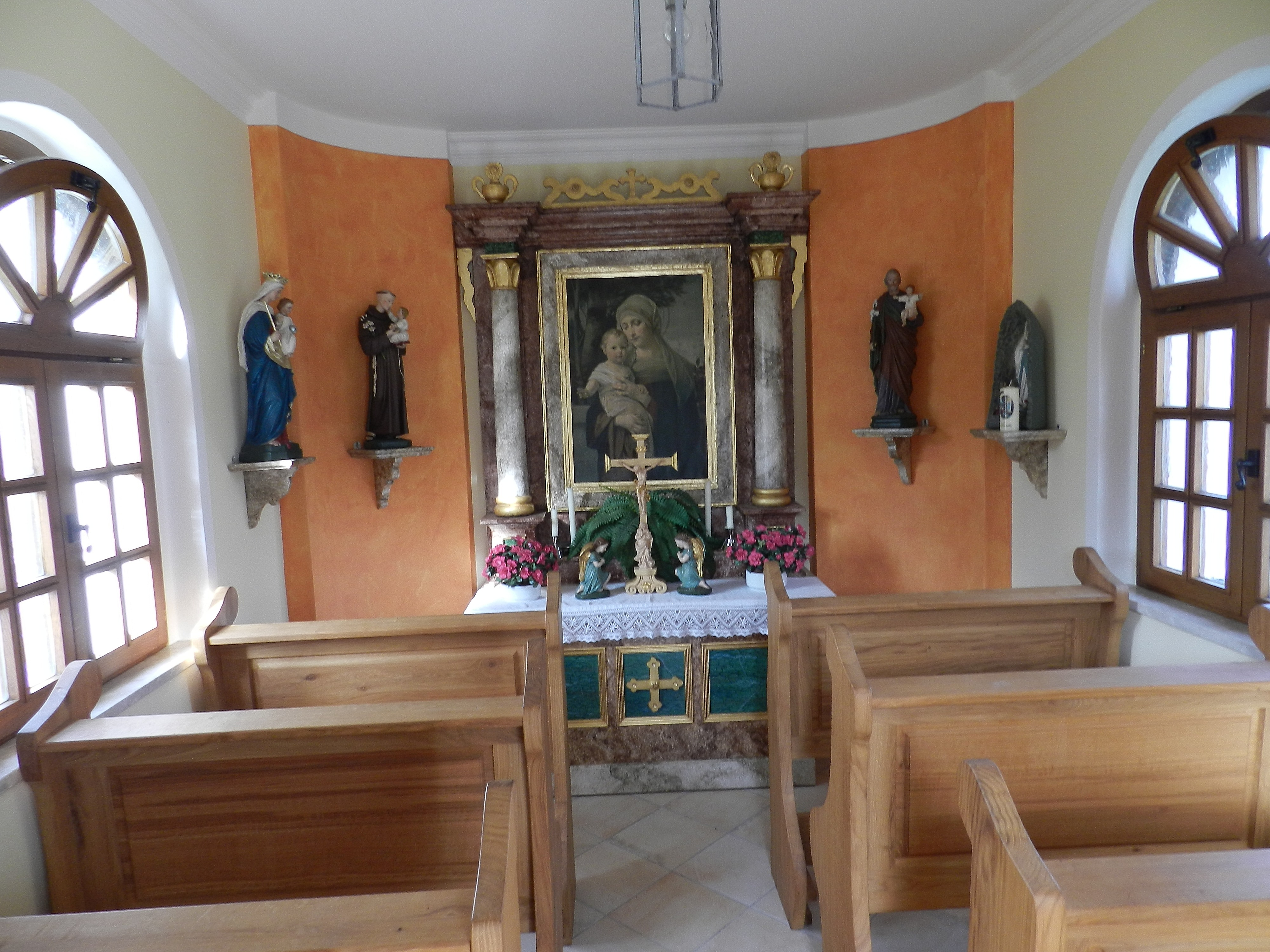
Innenraum der Dorfkapelle (2016)